# Hnojiště

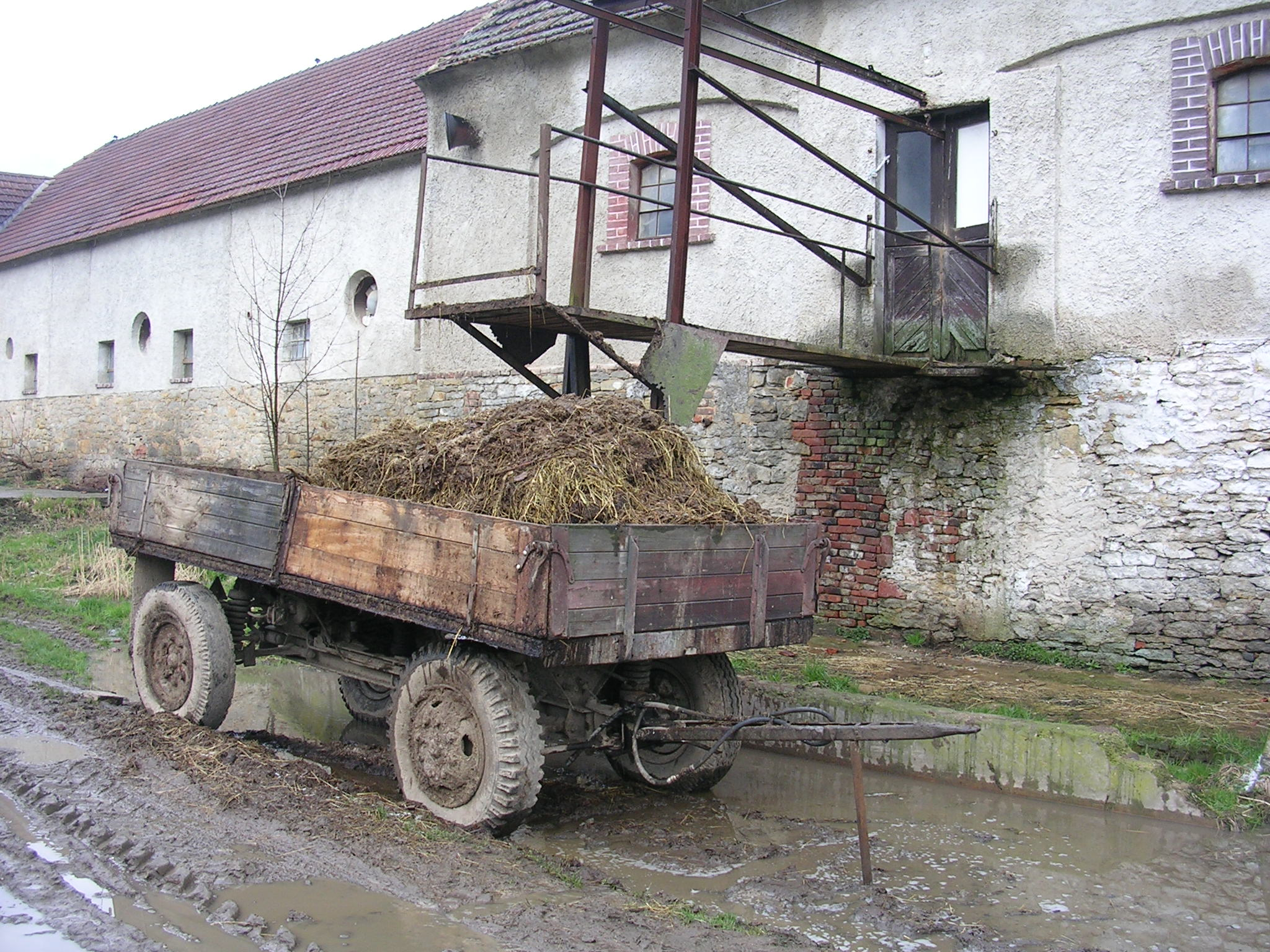
Hnojiště na valníku bývá častým jevem na statcích v ČR. Vytékající hnojůvka však může napáchat značné škody

Hnojiště je plocha, kam se odkládá chlévská mrva a jiné organické zbytky. Zráním zde pak vzniká hnůj. Hnojiště mohou být zpevněná a nezpevněná. V současné době musí být hnojiště v Evropské unii zpevněná a musí docházet k zachycování vytékající tekutiny nazývané hnojůvka. Hnojiště se nacházejí nejčastěji na dvorech statků a chalup, u kravínů, vepřínů, drůbežáren, ale i na poli. Dříve sloužilo hnojiště jako odpadní prostor na veškeré zbytky organického původu, které se nepovedlo v hospodářství zrecyklovat (zejména kuchyňské zbytky) – dnes se jedná většinou čistě o chlévskou mrvu (s malou příměsí ostatních zbytků). Většinou se oddělují jednotlivé typy hnojišť podle druhu zvířat, tak aby vznikal hnůj patřičný ke zvířeti.